# جی. ورنون بنت

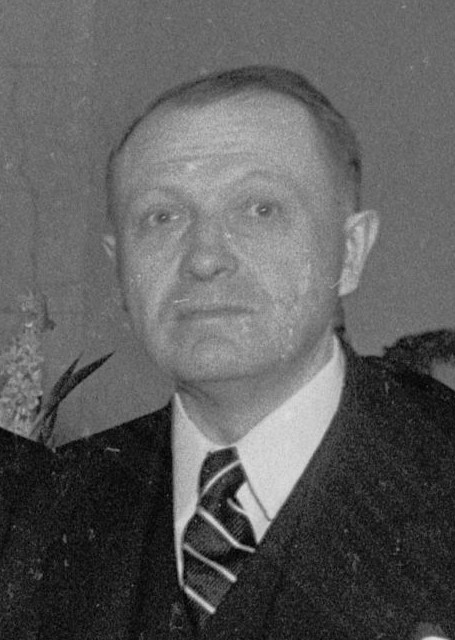
بنت در ۱۹۳۵.

گای ورنون بنت (Guy Vernon Bennett)‏ (۱۷ فوریه ۱۸۸۰–۳۱ ژوئیه ۱۹۶۸)، مشهور به جی. ورنون بنت (G. Vernon Bennett)، مدیر مدارس پومونا در ایالت کالیفرنیا بود. وی همچنین استاد آموزش در دانشگاه کالیفرنیای جنوبی و از سال ۱۹۳۵ تا سال ۱۹۵۱ عضو شورای شهر لس آنجلس از حوزهٔ انتخابیه دهم بود. بنت پس از هفده سال خدمت در پی دستگیری به اتهام اخلاقی، در انتخابات مجدد شکست خورد. او یک دموکرات بود.

## زندگی‌نامه
بنت در ۱۷ فوریه ۱۸۸۰ در شهر واورلی ایالت آیووا بدنیا آمد. وی پنج خواهر و برادر داشت که عبارت اند از ادوارد آلن بنت از لس آنجلس، ریچارد بنت از تاکوما ایالت واشینگتن، بیلی کمپبل از گوئلف انتاریو، زیلا کمپبل از لس آنجلس و ویلیام لس آنجلس ام. بنت. بنت متأهل بود و حداقل یک پسر داشت. وی عضو کیوانیس بود.
بنت که در آن زمان ۶۵ ساله و عضو شورای شهر بود، در ۲ اکتبر سال ۱۹۵۰ در پارک لینکلن توسط دو افسر پلیس که «در پاسگاه پلیس هایلند پارک از وی اظهارات گرفتند»، بازداشت شد. بعداً شکایت توسط دادستانی شهر به «اتهام دو مورد فحشای اخلاقی» صادر شد. «بنت به اخلال نظم عمومی اعتراف نمود» و اتهام ولگردی و فحشا «به نفع عدالت»، رد شد. بنت ۱۰۰ جریمه پرداخت کرد. بنت که در آن زمان در پاسادینا زندگی می‌کرد در ۳۱ ژوئیه سال ۱۹۶۸ به عمر ۸۸ سالگی درگذشت.

## حرفهٔ آموزشی
بنت قبل از آغاز سمت مدیریت مدارس پومونا در ژوئیه سال ۱۹۱۴ بجای دبلیو. پی. مورفی رئیس بازنشسته مدارس، در گریدلی ایالت کالیفرنیا کار می‌کرد. در اخیر سال اول مدرسهٔ، بنت در پاسخ به اظهارات بنجامین اید ویلر، رئیس دانشگاه کالیفرنیا که گفته بود آموزش حرفه‌ای «تلاش طبقه اشراف است برای نگه‌داشتن فرزندان کارگر در طبقه کارگر تا نتوانند وضعیت خود را بهتر سازند»، گفت:
این نوع صحبت کردن چرندیات است. اگر آموزش نحوهٔ دکوراسیون داخلی، لوله‌کشی، تراشکاری و نجاری برای پسران و آموزش نحوهٔ کلاه‌دوزی و لباس و پای کاستارد برای دختران تلاشی اشرافی برای بستن بار سنگین بر گردن نابغه‌ها است، در این‌صورت بیائید اشرافی‌تر شویم. اگر بتوانیم پسران و دختران را از جاده‌ها بازداریم و با آموزش برخی از مشاغل مفید در مدارس از تعداد سائلین کنار جاده‌ها بکاهیم، فکر می‌کنم این وظیفهٔ ماست که انجام دهیم.
بنت در ماه آوریل سال ۱۹۱۵ به مدت یک هفته کمپین ضد زبان کوچه - بازاری یا عامیانه تعیین کرد و دستور داد هر کسی که در مدارس پومونا از زبان کوچه-بازاری استفاده نماید، مجازات می‌شود. بنت گفت: «می‌خواهم عباراتی چون 'دادن یا فروش چیزی به کسی در خفا'، 'دست بردار!'، 'نظر اجمالی انداختن' و تعداد زیادی عبارات مشابه را از بین ببرم».
بنت در سال ۱۹۱۹ رئیس هیئت فدرال آموزش حرفه‌ای منصوب شد، این آژانس سربازان آمریکایی بازگشته از جنگ را دوباره آموزش می‌داد. در ماه اکتبر سال ۱۹۲۰، بنت و نیکلاس ریکاردی، مدیر دفتر حرفه‌ای سانفرانسیسکو، توسط جیمز بی. گریشام از کهنه سربازان جنگ‌های خارجی، از جمله به دلیل «اقداماات سرکوب کننده»، مورد حمله قرار گرفتند. در یک اظهارات بنت به «عدم هماهنگی با تمامی افراد مشغول کار در هیئت فدرال شهر»، متهم شد. بنت که دکترای فلسفه داشت، اعتبار از ترم خزانی سال ۱۹۲۶ دانشیار آموزشی دانشگاه کالیفرنیای جنوبی استخدام شد.